# Niedociążenie
Niedociążenie – niedoważkość, pozorne zmniejszenie się ciężaru ciała pod wpływem sił bezwładności w nieinercjalnym układzie odniesienia. Występuje wtedy, gdy siła bezwładności zwrócona jest przeciwnie do siły grawitacji, jednak powodujące ją przyspieszenie a musi być mniejsze od przyspieszenia grawitacyjnego (ziemskiego) g. Wypadkowa tych sił jest wtedy mniejsza niż ciężar. Wielkość niedociążenia określa się najczęściej przez wartość wypadkowego przyspieszenia (różnica g - a) wyrażoną jako wielokrotność przyspieszenia grawitacyjnego. Może ona wynosić od 0 do 1 g, ale nie może przyjmować skrajnych wartości 0 i 1.
Stanu niedociążenia można doświadczyć np. w windzie, która przyspiesza, jadąc w dół lub hamuje, jadąc do góry.